# Dvacet jedna podmínek
Dvacet jedna podmínek nebo celým názvem Podmínky pro přijetí do Komunistické Internacionály jsou podmínky pro přijetí levicových stran do Komunistické internacionály. Dokument byl zformulován Leninem v roce 1919 a přijat na Druhém kongresu Kominterny v červenci 1920.
1. Veškerá propaganda a agitace musí mít skutečně komunistický charakter a odpovídat programu a usnesení III. Internacionály. Všechny tiskové orgány strany musí být řízeny spolehlivými komunisty, kteří prokázali svou oddanost věci proletariátu. O diktatuře proletariátu nesmí být mluveno prostě jako o naučené běžné formuli, nýbrž musí být propagována tak, aby její nutnost byla každému prostému dělníkovi, dělnici, vojákovi a sedlákovi srozumitelná z událostí běžného života, které naším tiskem musí být soustavně a každodenně využívány.
Periodický a neperiodický tisk a všechna nakladatelství strany musí být úplně podřízeny stranickému vedení bez ohledu na to, je-li strana ve svém celku za dané chvíle legální nebo ilegální. Je nepřípustné, aby nakladatelství zneužívala své autonomie a dělala politiku, jež politice strany zcela neodpovídá.
Ve sloupcích tisku, na schůzích lidu, v odborech, ve spolcích – všude, kam stoupenci Komunistické Internacionály mohou získat přístup, je nutné pranýřovat systematicky a nemilosrdně nejen buržoazii, ale i její pomocníky, reformisty všech odstínů.
2. Každá organizace, která se chce připojit ke Komunistické Internacionále, musí řádně a plánovitě ze všech více méně zodpovědných míst dělnického hnutí (organizace strany, redakce, odbory, parlamentní frakce, odborové organizace, konzumní družstva, místní správy) odstranit reformisty a stoupence středu a nahradit je osvědčenými komunisty, aniž by se ohlížela na to, že zvláště zpočátku na místa „zkušených“ oportunistů přijdou prostí dělníci z davu.

3. Téměř ve všech zemích Evropy a Ameriky vstupuje třídní boj do občanské války. Za takových poměrů nemohou komunisté důvěřovat měšťácké legalitě. Jsou zavázáni k vytváření paralelních struktur, které v rozhodujícím okamžiku pomohou splnit straně její povinnosti v revoluci. V každé zemi, kde válečný stav nebo mimořádné zákony zabrání komunistům v legální činnosti, je naprosto nezbytné kombinovat legální a ilegální aktivity.

4. Povinnost propagovat komunistické myšlenky zahrnuje zvláštní povinnost silné a systematické propagandy v armádě. Upuštění od takové práce by bylo totožné se zradou revoluční povinnosti a neslučitelné s příslušností ke III. Internacionále.
5. Je nutná systematická a plánovitá agitace na venkově. Dělnická třída nemůže zvítězit, nezíská-li pro svou politiku venkov, proletariát a při nejmenším část nejchudších sedláků a dále neutralitu alespoň části ostatního venkovského obyvatelstva. Komunistická práce na venkově nabývá v současné době mimořádného významu, musí být prováděna zejména za pomoci revolučních komunistických dělníků ve městě a na venkově, kteří s venkovem mají spojení. Upuštění od takové práce nebo její předání do nespolehlivých poloreformistických rukou, rovná se upuštění od proletářské revoluce.
6. Každá strana, která chce přináležet ke III. Internacionále, je povinna odhalovat nejen zjevný sociál-patriotismus, nýbrž také neupřímnost a pokrytectví sociálpacifismu; dělníkům je třeba soustavně zdůrazňovat, že bez revolučního svržení kapitalismu nemohou žádné mezinárodní rozhodčí soudy, žádné dohody o omezení zbrojení, žádné „demokratické“ uspořádání Ligy národů zabránit novým imperialistickým válkám.
7. Strany, které chtějí náležet ke Komunistické Internacionále, jsou povinny se rozejít s reformismem a s politikou středu a toto zúčtování propagovat v nejširších kruzích členstva strany. Bez tohoto není důsledná komunistická politika možná.
Komunistická Internacionála žádá bezpodmínečně a kategoricky provedení tohoto zúčtování v nejkratší možné době. Komunistická Internacionála se nemůže smířit s tím, aby notoričtí oportunisté, jak jsou reprezentováni Turatim, Kautským, Hilferdingem, Hillquitem, Longuetem, MacDonaldem, Modiglianim a dalšími, měli mít právo být příslušníky Komunistické Internacionály. To by mohlo vést jen k tomu, že Komunistická Internacionála by se do veliké míry podobala ztroskotané II. Internacionále.
8. V otázce kolonií a potlačených národů je potřeba zaujmout zvláště výrazné a jasné stanovisko ohledně těch zemí, jejichž kolonie buržoazie ovládá a jiné národy utlačuje. Každá strana, která si přeje přináležet ke III. Internacionále, je povinna odhalovat úskoky „svých“ imperialistů v koloniích, každé hnutí za svobodu v koloniích podporovat nejen slovy, ale i činy, žádat, aby její domácí imperialisté byli z těchto kolonií vyhnáni, vychovávat v srdcích dělníků své země skutečně bratrský poměr k pracujícímu obyvatelstvu v koloniích a k potlačeným národům, provádět ve vojsku své země soustavnou agitaci proti každému potlačování koloniálních národů.
9. Každá strana, která si přeje náležet Komunistické Internacionále, musí rozšířit soustavnou a vytrvalou komunistickou činnost uvnitř odborových organisací, dělnických a závodních rad, konzumních družstev a jiných masových dělnických organizací. Je nezbytné uvnitř těchto organizací organizovati komunistické buňky, které trvalou a houževnatou prací mají získat odborové organizace atd. pro věc komunismu. Tyto komunistické buňky jsou povinny při své denní práci všude odhalovat proradu sociál-patriotů a kolísavost středu. Komunistické buňky musí být úplně podřízeny straně jako celku.
10. Každá strana, přináležející ke Komunistické Internacionále, je povinna vést tvrdošíjný boj proti amsterodamské „Internacionále“ žlutých odborových svazů. Mezi odborově organizovanými dělníky musí býti nejdůtklivěji propagována nutnost odmítnutí žluté Internacionály amsterodamské. Všemi prostředky budiž podporováno mezinárodní sjednocení rudých odborových organizací, které se připojí ke Komunistické Internacionále. 
11. Strany, které chtějí přináležet ke III. Internacionále, jsou povinny podrobit revizi osoby, které tvoří parlamentní frakci, odstranit všechny nespolehlivé živly, podřídit tyto frakce nejen slovy, nýbrž ve skutečnosti straně tím, že od každého jednotlivého komunistického člena parlamentu bude žádáno, aby veškerou svou činnost podřídil zájmům revoluční propagandy a agitace.
12. Strany, přináležející ke Komunistické Internacionále, musí být vybudovány na podkladě principu demokratického centralismu. V nynějším období zostřené občanské války může komunistická strana jen tehdy dostát své povinnosti, bude-li organizována způsobem co možná nejvíce centralistickým, bude-li v ní vládnouti železná disciplína a bude-li ústředí strany, nesené důvěrou členstva strany, vybaveno dostatečnou mocí, autoritou a nejdalekosáhlejšími pravomocemi.
13. Komunistické strany oněch zemí, kde komunisté pracují legálně, musí provésti čas od času čištění (nové registrování) členstva svých organizací, aby strana byla soustavně očišťována od maloměšťáckých živlů, které se do strany vetřely.
14. Každá strana, která chce přináležet Komunistické Internacionále, je povinna každé sovětské republice v jejím boji proti kontrarevoluci poskytnout bezvýhradnou pomoc. Komunistické strany musí jasnou propagandou zabránit přepravě vojenského materiálu nepřátelům sovětských republik. Také musí všemi způsoby rozšiřovat legální a nelegální propagandu mezi jednotkami poslanými zahubit dělnické republiky.
15. Strany, které dosud podržely staré sociálně demokratické programy, jsou nyní povinny v době co možno nejkratší tyto programy změnit a s ohledem na zvláštní poměry své země vypracovat nový komunistický program ve smyslu usnesení Komunistické Internacionály. Zpravidla musí být program každé strany, přináležející ke Komunistické Internacionále, potvrzen řádným kongresem Komunistické Internacionály nebo Výkonným výborem. V případě nepotvrzení programu té či oné strany Výkonným výborem Komunistické Internacionály má dotyčná strana právo se odvolat ke sjezdu Komunistické Internacionály.
16. Všechna usnesení sjezdů Komunistické Internacionály stejně jako usnesení Výkonného výboru jsou pro všechny strany, ke komunistické Internacionále přináležející, závazná. Komunistická Internacionála pracující za poměrů nejostřejší občanské války, musí být mnohem centralističtěji vybudována, než tomu bylo při Druhé Internacionále. Při tom ovšem musí Komunistická Internacionála a její výkonný výbor při veškeré své činnosti vyhovět různým poměrům, v nichž jednotlivé strany mají bojovat a pracovat, a má přijímat usnesení všeobecně platná jen v takových otázkách, kde jsou podobná usnesení možná.
17. V souvislosti s tím musí všechny strany, které chtějí náležet ke Komunistické Internacionále, změnit své jméno. Každá strana, která chce přináležet ke Komunistické Internacionále, musí nést jméno: Komunistická strana té a té země (sekce III. Komunistické Internacionály). Otázka pojmenování není formální, nýbrž do veliké míry otázkou politickou velikého významu. Komunistická Internacionála vypověděla válku celému buržoaznímu světu a všem žlutým sociálně demokratickým stranám. Je nutné, aby každému prostému pracovníkovi byl jasný rozdíl mezi komunistickými stranami a starými oficiálními „sociálně demokratickými“ a „socialistickými“ stranami, které prapor dělnické třídy zradily.
18. Všechny vedoucí tiskové orgány stran v každé zemi jsou povinny otiskovat všechny důležité dokumenty Výkonného výboru Komunistické Internacionály.
19. Všechny strany, které Komunistické Internacionále přináležejí, nebo podaly návrh na přistoupení, jsou povinny co možno nejdříve, ale nejpozději do čtyř měsíců od II. kongresu Komunistické Internacionály svolat mimořádný kongres, aby zkoumal všechny tyto podmínky. Při tom musí stranické ústředí dbát o to, aby všem místním organizacím usnesení druhého kongresu Komunistické Internacionály byla známa.	
20. Ty strany, které by nyní chtěly vstoupit do III. Internacionály, ale dosud svou taktiku radikálně nezměnily, musí před vstupem do III. Internacionály pečovat o to, aby nejméně dvě třetiny členů jejich ústředního výboru a všech důležitějších ústředních institucí sestávaly ze soudruhů, kteří ještě před druhým sjezdem Komunistické Internacionály se jasně vyslovili pro vstup do III. Internacionály. Výjimky jsou přípustny s potvrzením Výkonného výboru III. Internacionály. Výkonný výbor Komunistické Internacionály má právo také pro zástupce středního směru, označené v sedmé podmínce, učinit výjimky.
21. Ti členové strany, kteří zásadně odmítají podmínky a zásady, vytčené Komunistickou Internacionálou, budou ze strany vyloučeni. To se vztahuje i na delegáty mimořádných sjezdů strany.

## Mezinárodní komunistické a dělnické hnutí
Leninův dokument je přípravou světové revoluce. Formuluje zásady, na kterých byla vytvořena VKS(b), byl napsán ve spěchu a v očekávání rozkolu v sociálnědemokratických stranách, obdobného rozkolu, kterým prošla SDDSR. Spěch je zřejmý z jednadvacáté podmínky, kterou Lenin doplnil dodatečně a která reflektuje aktuální nálady a rozložení sil v sociálnědemokratických stranách a je zjevně poplatná době vzniku. Nejasnosti způsobené pozdějšími redakcemi jsou zřetelné i v bodě sedmém, kde se Lenin vypořádává s domnělými či skutečnými názorovými protivníky.
Jakkoli je dokument poplatný době vzniku, zůstává zásadním dokumentem závazným pro všechny strany, které se hlásí ke Komunistické internacionále. Miloslav Ransdorf v roce 2006 v televizi prohlásil, že KSČM do puntíku zachovává veškeré podmínky formulované v Leninově dokumentu. Jan Beneš, znalec dějin komunistického hnutí (Čas voněl snem : stručný přehled dějin VKS(b)), poukázal na zřejmou protiústavnost takového prohlášení.